# 1 Lyncis
1 Lyncis, som är stjärnans Flamsteed-beteckning, är en ensam stjärna i den norra delen av stjärnbilden Lodjuret, som också har variabelbeteckningen UW Lyncis. Den har en genomsnittlig skenbar magnitud på ca 4,95 och är svagt synlig för blotta ögat där ljusföroreningar ej förekommer. Baserat på parallaxmätning inom Hipparcosuppdraget på ca 5,1 mas, beräknas den befinna sig på ett avstånd på ca 640 ljusår (ca 200 parsek) från solen. Den rör sig bort från solen med en heliocentrisk radialhastighet av ca 12 km/s.

## Egenskaper
1 Lyncis är en röd jättestjärna av spektralklass M3 IIIab, som befinner sig på den asymptotiska jättegrenen och som har förbrukat förrådet av väte i dess kärna och expanderat bort från huvudserien. Den har en radie som är ca 156 solradier och utsänder ca 2 848 gånger mera energi än solen från dess fotosfär vid en effektiv temperatur på ca 3 500 K.
1 Lyncis har klassificerats som en långsam irreguljär variabel, efter att ha visats vara något variabel av Olin J. Eggen (1969). Dess förändringar i luminositet är komplexa, med två kortare omväxlande perioder på 35–40 och 47–50 dygn på grund av stjärnans pulseringar, och en längre period på 1 500 dygn, eventuellt till följd av stjärnans rotation eller konvektivt inducerat, oscillerande termiskt (COT) läge.